# 사이버스페이스 독립선언문

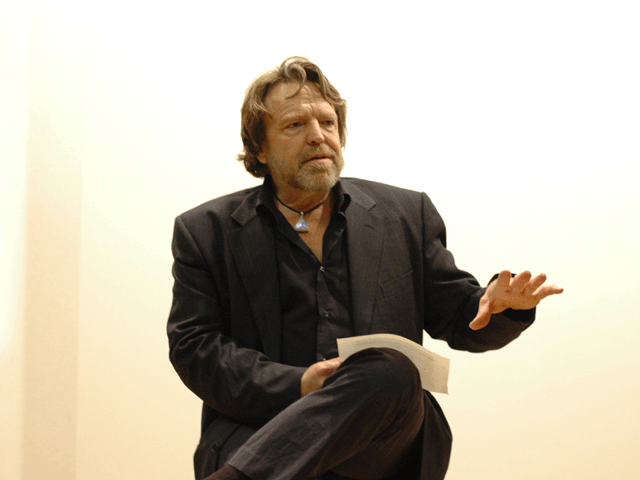
존 페리 바를로

사이버스페이스 독립선언문(A Cyberspace Indepencence Declaration)은 미합중국 대통령 빌 클린턴이 통신법 수정안에 서명하자 1996년 2월 8일 EFF의 사이버운동가 존 페리 바를로가 사이버스페이스 공간의 독립을 선언하며 인터넷에 게시한 문서이다.

## 저작권
이 글을 포함한 인터넷에서의 저작권 문제에 관한한 저자 바를로의 입장은 '다 함께 나누자'로 간단 명료하다. 바를로는 디지털 저작물의 머리나 꼬리에 흔히 달리는 '저작자의 이름을 밝히고 원문에 훼손이 가지 않는 한 그리고 상업적 용도로 쓰이지 않는 한에 대해서 복제를 허용한다'라는 단서(CCL)조차 용납하지 않았다. 그는 EFF의 입장을 통해 자신의 이름을 남기지 않아도 되며 자신이 판권에 전혀 신경을 쓰지 않는다고 말한 바 있다.

## 한국어 전문
산업 세계의 정권들, 너 살덩이와 쇳덩이의 지겨운 괴물아. 나는 마음(Mind)의 새 고향 사이버 스페이스에서 왔노라. 미래의 이름으로 너 과거의 망령에게 명하노니 우리를 건드리지 마라. 너희는 환영받지 못한다. 네게는 우리의 영토를 통치할 권한이 없다.
우리는 우리가 뽑은 정부가 없을 뿐 아니라 그것의 필요성도 느끼지 않는다. 그래서 자유가 명하는 대로 네게 말하겠노라. 우리가 건설하고 있는 전 지구적인 사회 공간은 네가 우리에게 덮어 씌우려는 독재와는 무관한 것이다. 너는 우리를 지배할 도덕적 권리도 없고 우리가 무서워할만한 강제적인 방법도 갖고 있지 못하다.
정부는 시민의 동의에서 자신의 정당한 권력을 얻는다. 너희는 우리의 동의를 얻지도 않았고 부름 받지도 않았다. 우리가 너희를 언제 초청했느냐? 너희는 우리에 대해서도 우리의 세계에 대해서도 전혀 모른다. 사이버스페이스는 너의 관할권 바깥에 있다. 사이버스페이스를 마치 공공 건설 사업쯤으로 생각하여 너희가 그것을 만들 수 있다고 생각하지 말라. 너희는 만들 수 없다. 사이버스페이스는 자연의 움직임이며 우리의 집단적인 행동을 통해 스스로 성장한다.
너희는 우리의 위대한 대화에 참여하지도 않았으며 우리 시장의 부를 만들지도 않았다. 너희는 너희의 법률이 얻는 것보다 훨씬 질서 정연한 우리의 문화와 윤리, 불문법에 대해 모른다.
너희는 우리에게 문제가 있으니 너희가 개입해서 문제를 풀어야 한다고 주장한다. 너희는 우리 구역에 침범하기 위한 구실로 이런 주장을 사용한다. 하지만 그런 문제는 존재하지 않는다. 진정으로 갈등이 있는 곳, 문제가 있는 곳이 있다면 우리가 그것을 찾아내어 우리의 방법으로 그것을 밝히겠다. 우리는 스스로 우리 자신의 사회 계약을 만들고 있다. 이러한 집행은 너희의 세계가 아니라 우리 세계의 조건에 따라 생겨날 것이다. 우리 세계는 너희의 세계와 다르다.
사이버스페이스는 웹에서 이루어지는 의사소통의 물결처럼 계약과 관계 그리고 사유 그 자체로 이루어진다. 우리의 세계는 모든 곳에 있으면서 아무 곳에도 없지만 우리의 육체가 거하는 곳은 아니다.
우리는 인종, 경제력, 군사력, 태어난 곳에 따른 특권과 편견이 없이 아무나 들어갈 수 있는 그런 세상을 만들고 있다. 우 리는 비록 혼자일지라도 침묵과 동조를 강요당하지 않으면서 누구나 어디에서나 그의 믿음을 표현할 수 있는 그런 세상을 만들고 있다. 너희가 생각하는 재산, 표현, 정체성, 운동, 맥락에 관한 법적인 개념들은 우리에게 적용되지 않는다. 그것들은 물질에 기반하는 데 사이버스페이스에는 아무런 물질이 없다.
우리의 정체는 너희와 달리 육체가 없기 때문에 물리적 강제력으로 질서를 만들 수 없다. 우리는 윤리와 개명된 자기 이해, 그리고 공공복지에서 우리의 정치가 나타나리라 믿는다. 우리의 정체는 너희의 관할권을 건너 퍼질 수 있다. 우리의 헌법적 문화가 일반적으로 받아들이는 법률은 황금률이다. 우리는 이 근거에서 우리의 특수한 해결책을 만들 수 있기를 바란다. 그러나 우리는 너희가 부과하려는 해결책을 받아들일 수 없다.
너희는 미국에서 오늘 통신개혁법안을 만들었다. 그것은 너 자신의 헌법을 모독하는 것이며 제퍼슨, 워싱턴, 밀, 메디슨, 드 토크빌, 브란다이스의 꿈을 욕보이는 짓이다. 이들의 꿈은 이제 우리 속에서 새로 태어나야 한다.
너희 자녀들이 아주 친근한 그 세계에서 너희는 항상 이민자에 불과하기 때문에 네 아이들을 두려워하고 있구나. 너희가 그들을 무서워하기 때문에 부모의 책임이라는 미명 아래 관료제를 신임하지만 너희는 너무 어리석어 너희 자신을 보지 못하게 될 것이다.
우리 세상에서는 미천한 것에서 천상의 것에 이르기까지 휴머니티의 모든 감정과 표현이 연속적인 전체의 부분이며 비트의 전 지구적인 대화이다. 우리는 우리의 날개가 움직이는 공기와 우리를 질식시키는 공기를 따로 떼어 놓을 수 없다.
중국, 독일, 프랑스, 러시아, 싱가포르, 이탈리아와 미국에서 너희는 사이버스페이스의 프런티어에 검문소를 세워 자유의 바이러스를 격리하려 노력하고 있다. 당분간 전염을 막을 수 있을지는 몰라도 비트를 지닌 미디어로 뒤덮일 세상에서는 아무짝에도 쓸모없게 될 것이다.
너희의 진부한 정보산업이 미국이나 다른 곳에서 전 세계적으로 연설권을 확보한다고 주장하는 법률을 제안함으로써 자신을 존속시킬 수 있다. 이들 법률은 아이디어를 쇠 덩어리와 똑같이 취급하여 이것이 또 하나의 산업 생산물이라고 주장할 것이다. 우리의 세계에서는 인간의 마음이 만들 수 있는 모든 것이 복제되고 아무런 비용 없이 무한히 배분될 수 있다. 사고가 전 지구적으로 퍼지는 것은 너희의 공장과는 아무 상관이 없다.
날로 늘어가는 적대적이고 식민지적인 조치들은 우리로 하여금 자유를 사랑하고 스스로 결단했던 자율적인 우리의 선조처 럼 먼 곳에서 온 제복의 권위를 거부하도록 만든다. 비록 우리가 우리의 육체에 대한 너희의 지배를 받아들이지만 이제 너희의 지배에 견딜 수 있는 우리의 가상 주체를 선언해야 한다. 우리는 우리 자신을 지구 전체로 퍼뜨려 아무도 우리의 생각을 추적하지 못하도록 할 것이다.

우리는 사이버스페이스에서 마음의 문명을 건설할 것이다. 그것은 너희 정부가 이전에 만든 것보다 더 인간적이고 공정한 세상이 될 것이다.— 스위스, 다보스, 1996년 2월 8일  존 페리 바를로 (John Perry Barlow)

## 같이 보기
- 전자 프런티어 재단
- 존 페리 바를로
- 해적당
- 카피레프트